# Анбар (провінція)
Анбар (араб. الأنبار) — провінція на заході Ірака. Межує з Сирією, Йорданією і Саудівською Аравією. Адміністративний центр — місто Ер-Рамаді. інші великі міста — Ель-Фаллуджа, Ель-Кайм, Хадіта, Ель-Хаббанія, Хіт, Ер-Рутба, Рава, Кубайса. Більшість населення мусульмани-суніти, тому регіон входить у так званий Сунітський трикутник.
На території провінції у середньовіччі знаходився місто Анбар — перша столиця Аббасидського халіфату.

## Округи

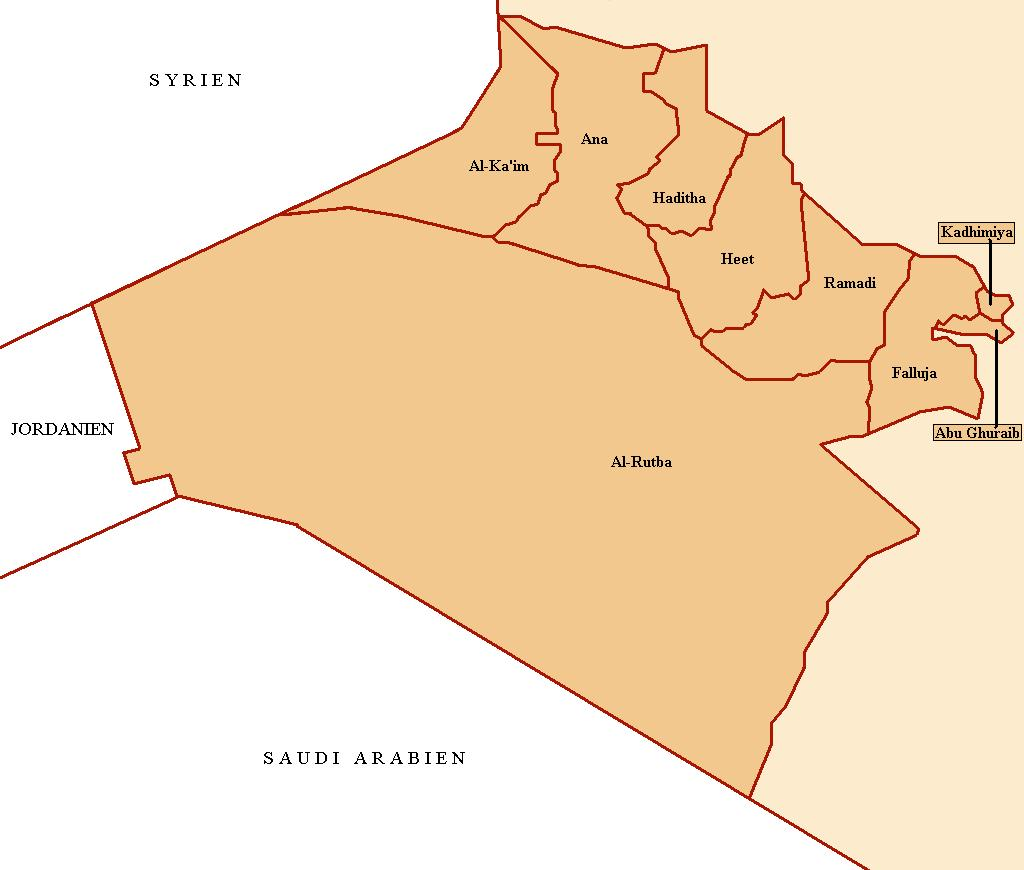

Провінція складається з округів:

- Абу-Грейб
- Ана
- Аль-Казімія
- Хадіта
- Хіт
- Ель-Кайм
- Ель-Фаллуджа
- Ер-Рамаді
- Ер-Рутба